# 老ヘーゲル派
老ヘーゲル派（ろうヘーゲルは、独: Althegelianer）は、ドイツ観念論の哲学者 ゲオルク・ヴィルヘルム・フリードリヒ・ヘーゲルの哲学の流れを汲んで、哲学を展開したグループ（ヘーゲル学派）の一つ。ヘーゲル学派の中でも、政治的・宗教的に保守的な立場であったことからヘーゲル右派（独: Rechtshegelianer）とも呼ばれている。

## 概要
ヘーゲルに従事していた学者が多いことから、青年ヘーゲル派と対照的に老ヘーゲル派と呼ばれている（当時、青年ドイツ、青年イタリアなど自由と平等、祖国統一を掲げて立ち上がった青年たちが多かったことにちなむものであろう）。ただ、ヘーゲル左派に対して、時代的な波に乗り遅れ、哲学史的にはヘーゲル哲学の伝承・解説を行った程度で建設的な成果を残せるものではなかった。

## 思想
ヘーゲル学派の誕生経緯は、青年ヘーゲル派やヘーゲル学派などを参照されたい。次第に、ヘーゲルの弁証法の原理を唯物論的に展開していった青年ヘーゲル派に対し、老ヘーゲル派はヘーゲルの主張をそのまま伝承し、ヘーゲルの主張する哲学と宗教の同一性（ヘーゲルによれば哲学と宗教の関係は、おなじ内容を哲学は概念、宗教は表象によって把握するものであるとした）を受け入れ、超越神的要素と、イエスを神人として受け入れ、福音書の物語性を主張した。
従ってヘーゲル右派はヘーゲル哲学の持つ観念論的（あるいは唯心論的）性格をそのまま受け入れ主張しつづけたといえる。このことは、次第に市民社会が色濃くなってきた当時のドイツの世相に噛み合わず、人間の人間としての存在意義を追求しつづけたヘーゲル左派に比べ時代的・政治的にも遅れをとってしまったといえる。
しかし、ヘーゲル左派は前述のような見地から次第に、政治的な色彩を強めマルクス主義などに解消されていくのに対して、ヘーゲル右派は哲学の立場を守りつづけ、ヘーゲルの著作集の刊行、ヘーゲル哲学の解説に努めた。そしてこれは、ヘーゲル中央派とともにヘーゲル哲学を後世へ、特に20世紀の新ヘーゲル派へとつなげていくものとなった。